# Grand Canyon
Il Grand Canyon è un'immensa gola (lunga 446 chilometri circa, profonda fino a 1.857 metri, con una larghezza variabile dai 500 metri ai 29 chilometri) creata dal fiume Colorado nell'Arizona settentrionale, per la maggior parte incluso nel parco nazionale del Grand Canyon, uno dei primi parchi nazionali degli Stati Uniti d'America: quasi due miliardi di anni della storia della Terra sono emersi alla luce grazie all'azione del fiume e dei suoi affluenti che in milioni di anni hanno eroso le rocce strato dopo strato, unita al sollevamento del Colorado Plateau.

## Storia

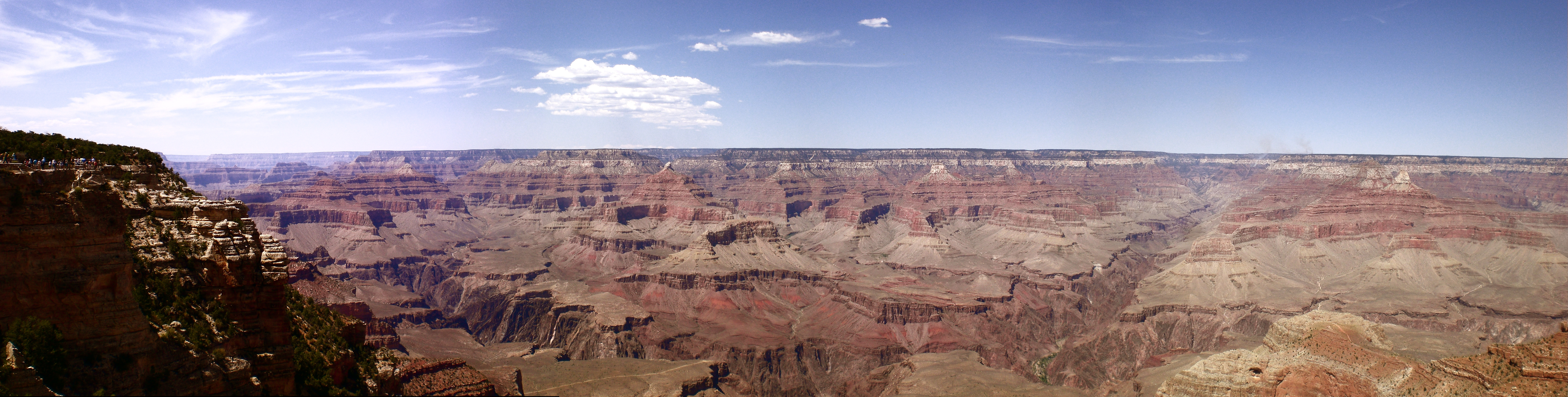
Il Grand Canyon visto da Moran Point

Il primo europeo a vedere il Grand Canyon fu lo spagnolo García López de Cárdenas, che nel 1540 partì dal Nuovo Messico alla ricerca del misterioso fiume di cui parlavano gli indiani Hopi. La prima spedizione scientifica verso il canyon fu guidata dal maggiore statunitense John Wesley Powell alla fine degli anni '70 del XIX secolo, che descrisse le rocce sedimentarie esposte nel canyon come "pagine di un grande libro di storia". Comunque, molto prima di queste scoperte, l'area era abitata da Nativi americani, che costruirono insediamenti tra le pareti del canyon. Il presidente Theodore Roosevelt amava molto l'area del Grand Canyon e la visitò diverse volte, per andare a caccia di puma ed ammirare il paesaggio.

## Geografia

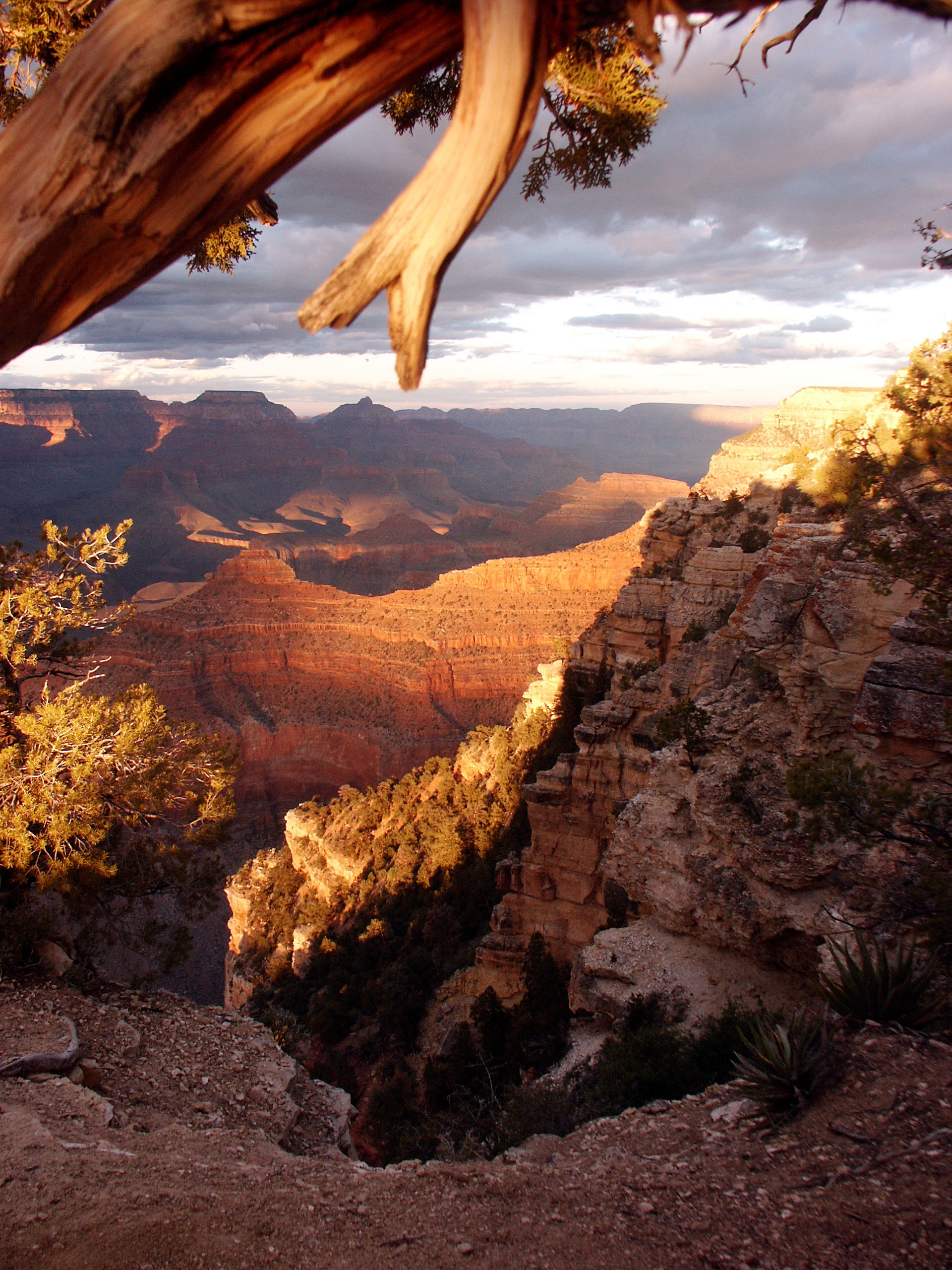
Il tramonto visto dal South Rim

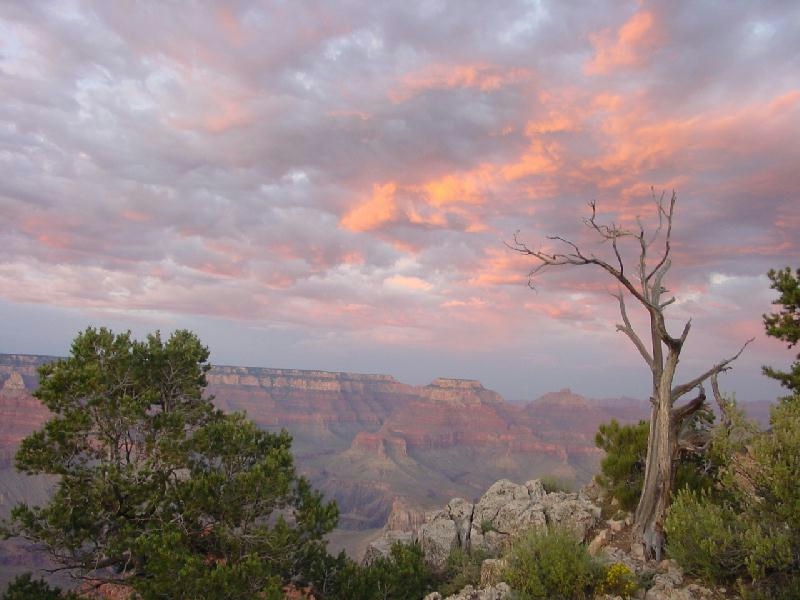
Altra vista del Grand Canyon

Il Grand Canyon è una lunga fenditura nel terreno, molto profonda - in alcuni punti anche 1.600 metri - nella regione del Colorado Plateau che rende visibili strati del Proterozoico e del Paleozoico. Gli strati sono gradualmente messi in luce da una leggera pendenza che inizia nella località Lee's Ferry, presso la città di Page, in Arizona, e continua fino alle Hance Rapid nel fiume Colorado. Il sollevamento dell'edificio della montagna (l'orogenesi), associato alla tettonica delle placche, causò l'elevazione a centinaia di metri dei sedimenti, creando la zona degli Altipiani del Colorado. L'elevazione della regione provocò anche un aumento delle precipitazioni atmosferiche in tutto il bacino idrografico del fiume Colorado, ma non abbastanza per salvare l'area del Grand Canyon dal diventare semi-arida. Infatti le frane ed altri smottamenti causarono poi uno sprofondamento del letto stesso e la conseguente deviazione del corso del fiume, che aumentarono la profondità e la larghezza dei canyon, senza escludere l'aridità dell'ambiente.

L'innalzamento dell'Altopiano del Colorado è irregolare: il confine settentrionale del Grand Canyon risulta più alto di circa 300 metri rispetto a quello meridionale. Il fatto che il fiume scorra più vicino al margine meridionale del Canyon è dovuto a quest'innalzamento asimmetrico del terreno. Pressoché tutta l'acqua che cade al di sopra del margine settentrionale dell'Altopiano (che percepisce più precipitazioni piovose e nevose) convoglia all'interno del Grand Canyon; al contrario, al di sotto del margine meridionale, l'acqua defluisce in un'altra direzione, seguendo l'inclinazione generale. 
 Il risultato è un'erosione a nord del fiume molto più marcata, con un Canyon e i suoi Canyon affluenti caratterizzati da larghezze più repentine a nord del fiume.
Le temperature sull'orlo nord (North Rim) sono in genere più basse di quelle dell'orlo sud (South Rim) a causa dell'altitudine (2.438 m sopra il livello del mare). Le nevicate durante l'inverno sono comuni.

## Geologia

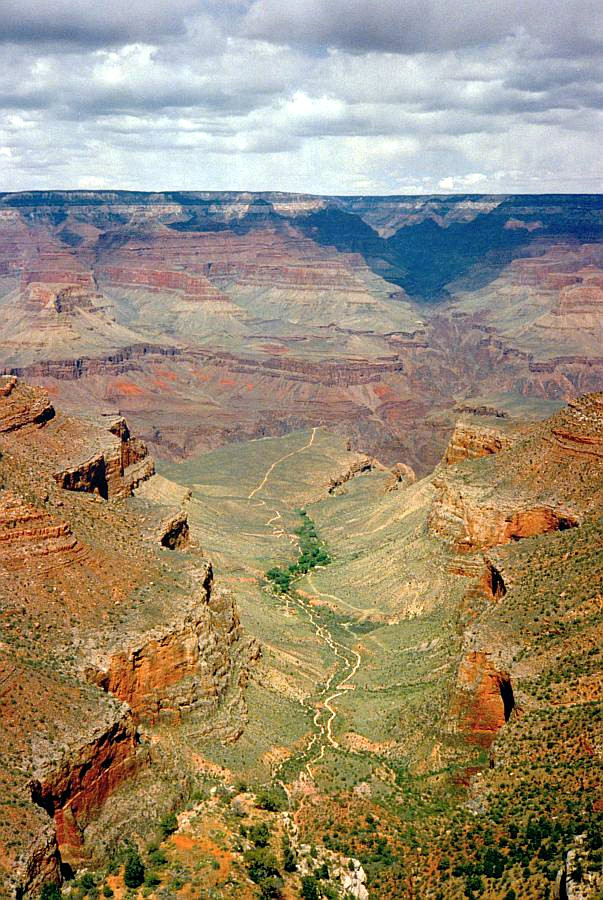
Vista dall'alto del Bright Angel Trail

I dettagli della formazione del Grand Canyon sono ancora molto controversi. I geologi continuano a dibattere idee sulla formazione del Grand Canyon. Secondo il geologo Wayne Ranney: "Fino ad oggi, i geologi non sono stati in grado di determinare l'età precisa del canyon e quali specifici processi erano in opera nella scultura". Non c'è alcuna teoria autorevole sulla formazione del Grand Canyon.
La maggiore esposizione geologica nel Grand Canyon varia in età dai 2 miliardi di anni degli Scisti di Vishnu alla base dell'Inner Gorge ai 230 milioni di anni di età del Calcare di Kaibab sull'orlo.
Molte delle formazioni erano depositate in basso ai mari caldi, vicino all'ambiente costiero (come le spiagge), e le paludi (come la spiaggia ripetutamente avanzata e ritirata del Nord America primordiale). Le principali eccezioni includono il Coconino Sandstone che era formato da dune desertiche, e diverse parti della formazione Supai. 
La grande profondità del Grand Canyon e in particolare l'altezza dei suoi strati (la maggior parte dei quali formata sotto il livello del mare) può essere attribuita all'innalzamento di 1500-3000 metri della placca del Colorado, cominciato circa 65 milioni di anni fa (durante l'orogenesi laramide). Questo innalzamento ha accentuato il dislivello del corso del fiume Colorado e dei suoi affluenti, risultando in un aumento delle velocità delle acque e quindi della loro capacità di erosione delle rocce.
Il bacino del fiume Colorado (di cui il Grand Canyon è una parte) si è sviluppato 40 milioni di anni fa e il Grand Canyon stesso ha probabilmente meno di 5 o 6 milioni di anni (per l'erosione verso il basso occorsero gli ultimi due milioni di anni). Il risultato di questo fenomeno erosivo è una delle più complete colonne geologiche del pianeta.
Il clima più umido presente nell'era glaciale ha anche aumentato la quantità d'acqua nel sistema fluviale del Colorado. Il fiume primordiale quindi si adattò generando un percorso più veloce e più profondo.
Il corso del fiume Colorado cambiò 5,3 milioni di anni fa, quando il Golfo di California allargò e portò più in basso il punto più basso del fiume.

## Ambiente

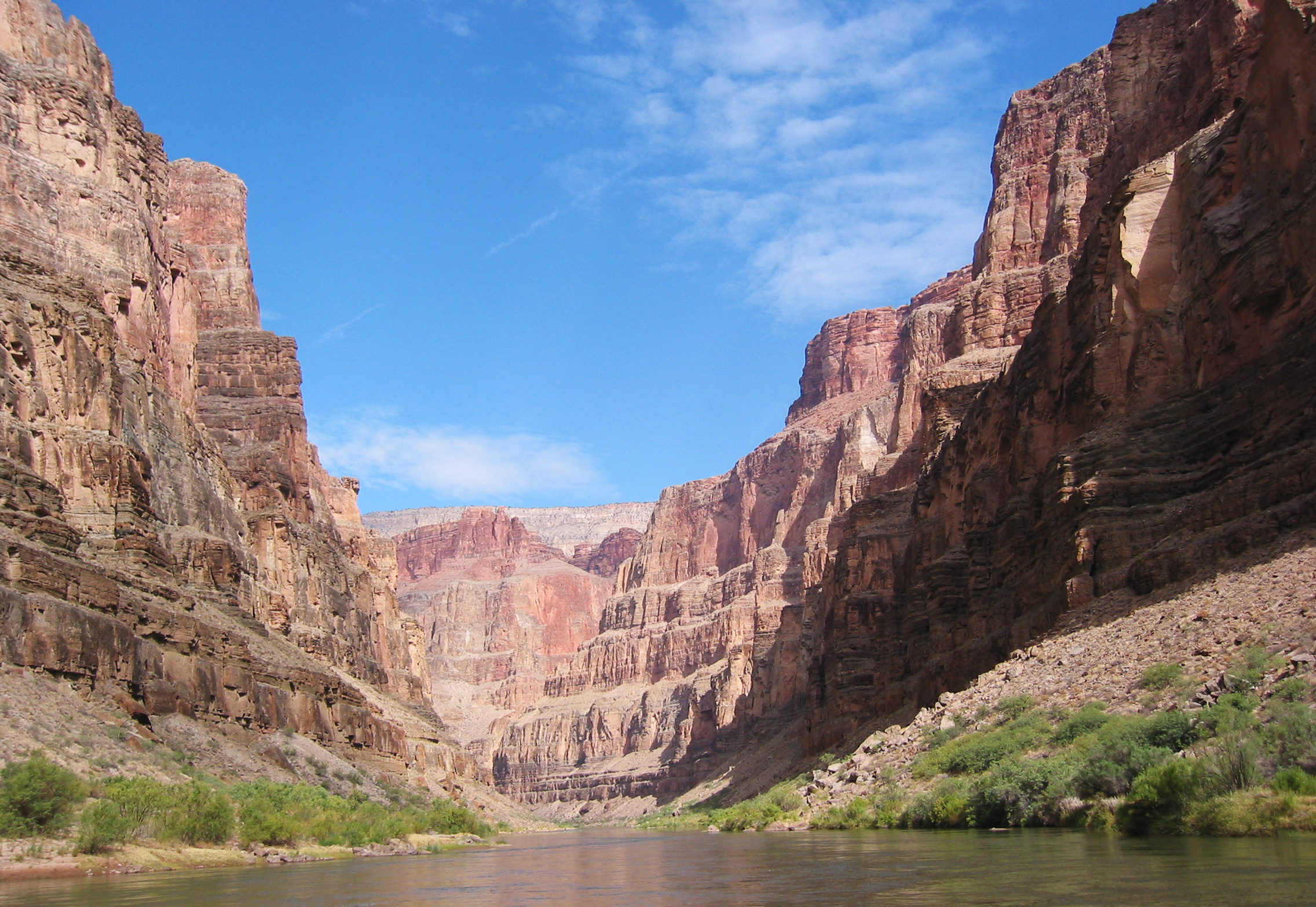
Il Grand Canyon visto dal livello del fiume.

Parte del territorio rientra nel Parco nazionale del Grand Canyon, uno dei parchi nazionali più importanti degli Stati Uniti, situato nello Stato dell'Arizona e istituito il 26 febbraio 1919. Il parco si estende per 4927 km² (1,902 mi²).

## Tragedie nel Grand Canyon
Dal 1870 circa 600 persone hanno perso la vita nel Grand Canyon. Secondo i dati pubblicati nel libro Over the Edge: Death in the Grand Canyon, pubblicato nel 2001, 50 incidenti sono stati causati da cadute; 65 sono attribuiti a cause naturali, come ipotermia, arresto cardiaco e disidratazione; 7 persone morirono per i temporali; 78 annegarono nel fiume Colorado; 242 persone furono coinvolte in incidenti aerei, tra i quali fu particolarmente disastroso quello del 1956, in cui due aerei in linea si scontrarono in quota e precipitarono nel Grand Canyon: tutti i 128 passeggeri morirono; le morti causate da incidenti o fenomeni naturali, come la caduta di rocce, sono 25; infine, 47 persone si suicidarono e 24 furono uccise. Dopo numerose indagini, venne anche alla luce che alcuni presunti suicidi erano in realtà delle cadute provocate dalla vertigine causata dallo strapiombo.